# シェルドン・ノイジー
シェルドン・リン・ノイジー（Sheldon Lynn Neuse、1994年12月10日 - ）は、アメリカ合衆国テキサス州フォートワース出身のプロ野球選手（外野手、内野手）。右投右打。

## 経歴

### プロ入り前
2013年のMLBドラフト38巡目（全体1150位）でテキサス・レンジャーズに指名されたものの、契約せずにオクラホマ大学へ進学した。当時のポジションは遊撃手であり、チームメイトにはコーディ・トーマスがいた。
大学最終年の2016年には55試合に出場して打率.369、10本塁打、48打点、12盗塁の成績を残し、全米の大学野球の最優秀遊撃手に贈られる賞であるブルックス・ウォレス賞を受賞した。

### プロ入りとナショナルズ傘下時代
2016年のMLBドラフト2巡目（全体58位）でワシントン・ナショナルズから指名され、プロ入り。契約後、傘下のA-級オーバーン・ダブルデイズでプロデビュー。36試合に出場して打率.230、1本塁打、11打点、2盗塁を記録した。
2017年はA級ヘイガーズタウン・サンズでプレーした。

### アスレチックス時代
2017年7月16日にライアン・マドソン、ショーン・ドゥーリトルとのトレードで、ブレイク・トレイネン、ヘスス・ルサルドと共にオークランド・アスレチックスへ移籍した。移籍後は傘下のA+級ストックトン・ポーツとAA級ミッドランド・ロックハウンズでプレーし、移籍前を含めて3球団合計で117試合に出場して打率.321、16本塁打、79打点、14盗塁を記録した。ポジションも三塁手での起用がメインとなった。オフにはアリゾナ・フォールリーグに参加し、メサ・ソーラーソックスに所属した。

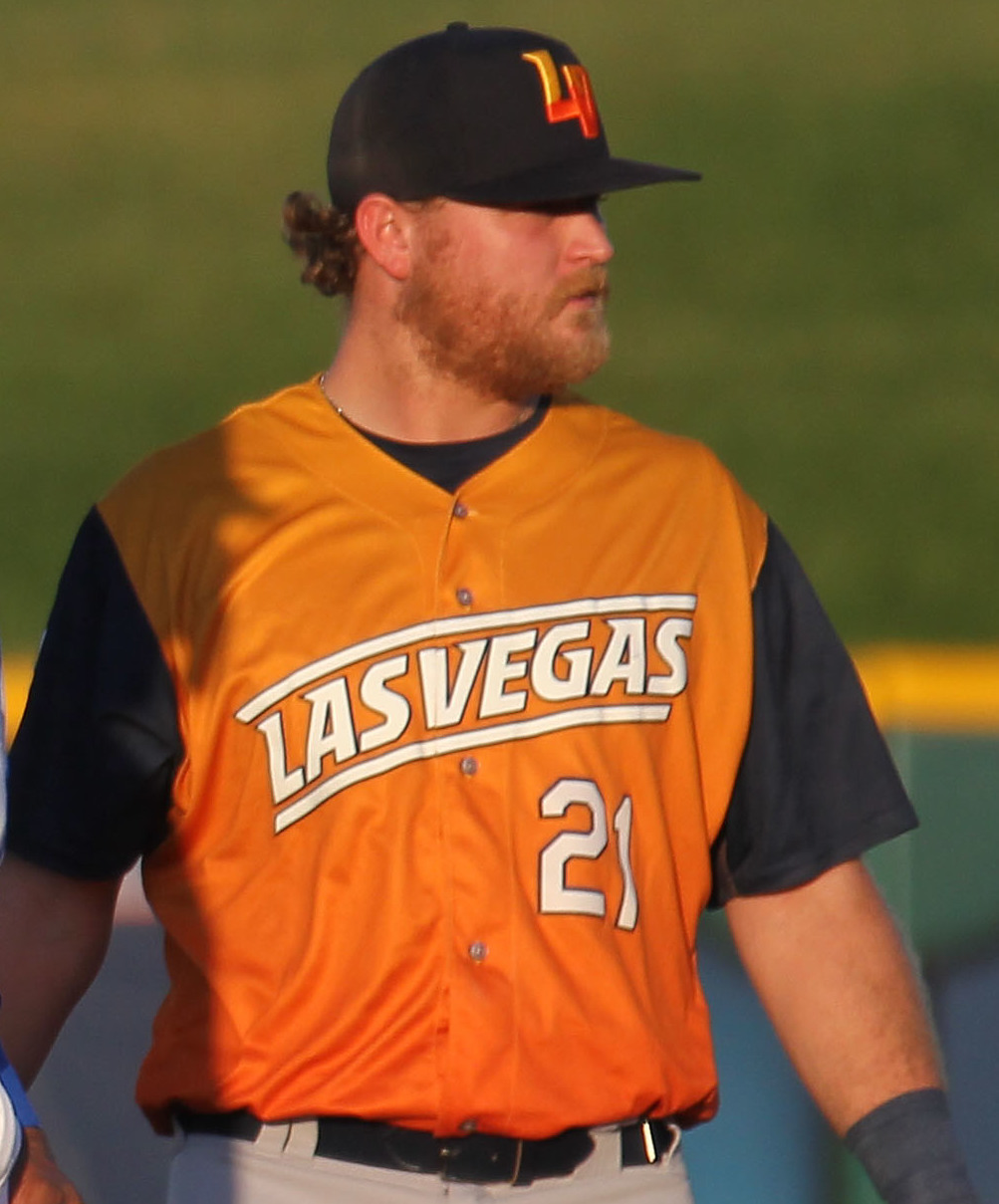
AAA級ラスベガス・アビエイターズ時代
（2019年8月12日）

2018年にMLB.comが発表したプロスペクトランキングでは、アスレチックスの組織内で11位にランクインした。シーズンではAAA級ナッシュビル・サウンズでプレーし、135試合に出場して打率.263、5本塁打、55打点、4盗塁を記録した。
2019年は開幕からAAA級ラスベガス・アビエイターズでプレーし、昇格までに126試合に出場して打率.317、27本塁打、102打点、3盗塁を記録した。8月29日にメジャー契約を結んでアクティブ・ロースター入りすると、翌30日のニューヨーク・ヤンキース戦にて「8番・指名打者」で先発出場してメジャーデビュー（この試合の結果は3打数無安打）。この年メジャーでは25試合に出場して打率.250、7打点を記録した。
2020年はCOVID-19の影響でマイナーリーグの試合が開催されず、メジャーにも昇格しなかったため、公式戦の出場は無かった。

### ドジャース時代
2021年2月12日にアダム・コラレック、大学時代の同僚だった前述のトーマスとのトレードで、ガス・バーランドと共にロサンゼルス・ドジャースへ移籍した。シーズンでは33試合に出場して打率.169、3本塁打、4打点、1盗塁を記録した。オフの12月1日にDFAとなった。

### アスレチックス復帰
2022年3月16日にウェイバー公示を経て古巣のアスレチックスへ移籍した。4月10日のタンパベイ・レイズ戦の9回に、本来は野手ながら勝敗が決していたため投手として登板したブレット・フィリップスからキャリア初の満塁本塁打を放った。9月24日にDFAとなり、25日にマイナー契約を結んでAAA級ラスベガスに送られた。オフの11月10日にFAとなった。

### 阪神時代
2022年12月16日にNPBの阪神タイガースと契約したことが発表された。推定年俸は130万ドル（約1億8200万円）。背番号は7。阪神球団では初めて外国人選手が背番号7を着けることとなった。
2023年、開幕戦の対横浜DeNAベイスターズ戦（京セラドーム大阪）に「3番・左翼手」として先発出場。4月12日の対読売ジャイアンツ戦（東京ドーム）では開幕10戦目にしてチームのスタメン第1号となる本塁打を放ち、これが来日初アーチとなった。序盤は好調を維持していたものの、6月に入ると月間打率が.152を記録するなど深刻な不振に陥り、森下翔太が3番に定着して以降は主に「6番・左翼手」として出場するようになった。9月16日の対広島東洋カープ戦（MAZDA Zoom-Zoom スタジアム広島）では自身初となる1試合2本塁打を記録した。シーズン成績は133試合に出場して打率.240、9本塁打、56打点。守備では強肩を活かし両リーグ最多となる12補殺を記録した。ファン投票で選出されたオールスターゲームでも、左翼フェンス直撃の安打を放った後二塁を狙った近藤健介を好返球でアウトにしている。オリックス・バファローズとの日本シリーズでは全試合に先発出場した。阪神の3勝2敗として迎えた11月4日の第6戦（京セラドーム大阪）では山本由伸からこのシリーズにおけるチーム初本塁打を放つも敗戦。さらに第7戦（京セラ）では4回に宮城大弥から先制3ランを放つなど日本一決定に貢献する活躍を見せ、日本シリーズの優秀選手賞を受賞した。この活躍が評価され、11月15日に減俸で翌年の契約に大筋合意したことが報道されると、11月30日には契約を更新したことが球団から発表された。年俸は20万ドル減の110万ドル（金額は推定）。
2024年は開幕一軍入りとなったが、5月に二軍降格。6月にも再昇格の機会があったが不振で再度登録抹消となり、その後は一軍出場なくシーズンを終えた。この年は49試合の出場で打率.231、1本塁打、8打点という成績で、オフの10月24日に保留選手名簿の提出を待たず自由契約公示された。

## プレースタイル
打者としては中距離ヒッターに分類され、内野守備では守備範囲の広さが持ち味。最初のアスレチックス時代、三塁手にはマット・チャップマンというフランチャイズの顔とも言える存在がいたため、他ポジションへのコンバートの可能性もあると言われていた。また守備能力を認められているだけに、ケガや不調では真っ先に課題となることもある。強肩も大きな武器で、阪神移籍後に本格的に取り組んだ外野守備では、2023年に両リーグ最多となる12補殺を記録した。

## 詳細情報

### 年度別打撃成績
| 年 度    | 球 団    | 試 合 | 打 席 | 打 数 | 得 点 | 安 打 | 二 塁 打 | 三 塁 打 | 本 塁 打 | 塁 打 | 打 点 | 盗 塁 | 盗 塁 死 | 犠 打 | 犠 飛 | 四 球 | 敬 遠 | 死 球 | 三 振 | 併 殺 打 | 打 率 | 出 塁 率 | 長 打 率 | O P S |
| -------- | -------- | ----- | ----- | ----- | ----- | ----- | -------- | -------- | -------- | ----- | ----- | ----- | -------- | ----- | ----- | ----- | ----- | ----- | ----- | -------- | ----- | -------- | -------- | ----- |
| 2019     | OAK      | 25    | 61    | 56    | 3     | 14    | 3        | 0        | 0        | 17    | 7     | 0     | 0        | 0     | 1     | 4     | 0     | 0     | 19    | 2        | .250  | .295     | .304     | .599  |
| 2021     | LAD      | 33    | 66    | 65    | 6     | 11    | 1        | 0        | 3        | 21    | 4     | 1     | 1        | 0     | 0     | 1     | 0     | 0     | 26    | 2        | .169  | .182     | .323     | .505  |
| 2022     | OAK      | 89    | 293   | 271   | 25    | 58    | 4        | 2        | 4        | 78    | 26    | 6     | 1        | 0     | 0     | 20    | 0     | 2     | 80    | 5        | .214  | .273     | .288     | .561  |
| 2023     | 阪神     | 133   | 516   | 475   | 42    | 114   | 13       | 1        | 9        | 156   | 56    | 0     | 0        | 0     | 3     | 36    | 0     | 2     | 85    | 13       | .240  | .295     | .328     | .623  |
| 2024     | 阪神     | 49    | 149   | 134   | 8     | 31    | 5        | 0        | 1        | 39    | 8     | 1     | 0        | 0     | 1     | 14    | 1     | 0     | 16    | 9        | .231  | .302     | .291     | .593  |
| MLB：3年 | MLB：3年 | 147   | 420   | 392   | 34    | 83    | 8        | 2        | 7        | 116   | 37    | 7     | 2        | 0     | 1     | 25    | 0     | 2     | 125   | 9        | .212  | .262     | .296     | .558  |
| NPB：2年 | NPB：2年 | 182   | 665   | 609   | 50    | 145   | 18       | 1        | 10       | 195   | 64    | 1     | 0        | 0     | 4     | 50    | 1     | 2     | 101   | 22       | .238  | .296     | .320     | .616  |

- 2024年度シーズン終了時

### 年度別投手成績
| 年 度    | 球 団    | 登 板 | 先 発 | 完 投 | 完 封 | 無 四 球 | 勝 利 | 敗 戦 | セ 丨 ブ | ホ 丨 ル ド | 勝 率 | 打 者 | 投 球 回 | 被 安 打 | 被 本 塁 打 | 与 四 球 | 敬 遠 | 与 死 球 | 奪 三 振 | 暴 投 | ボ 丨 ク | 失 点 | 自 責 点 | 防 御 率 | W H I P |
| -------- | -------- | ----- | ----- | ----- | ----- | -------- | ----- | ----- | -------- | ----------- | ----- | ----- | -------- | -------- | ----------- | -------- | ----- | -------- | -------- | ----- | -------- | ----- | -------- | -------- | ------- |
| 2022     | OAK      | 3     | 0     | 0     | 0     | 0        | 0     | 0     | 0        | 0           | ----  | 12    | 3.2      | 1        | 0           | 0        | 0     | 0        | 0        | 0     | 0        | 0     | 0        | 0.00     | 0.27    |
| MLB：1年 | MLB：1年 | 3     | 0     | 0     | 0     | 0        | 0     | 0     | 0        | 0           | ----  | 12    | 3.2      | 1        | 0           | 0        | 0     | 0        | 0        | 0     | 0        | 0     | 0        | 0.00     | 0.27    |

- 2023年度シーズン終了時

### 年度別守備成績
内野守備
| 年 度 | 球 団 | 一塁（1B） | 一塁（1B） | 一塁（1B） | 一塁（1B） | 一塁（1B） | 一塁（1B） | 二塁（2B） | 二塁（2B） | 二塁（2B） | 二塁（2B） | 二塁（2B） | 二塁（2B） | 三塁（3B） | 三塁（3B） | 三塁（3B） | 三塁（3B） | 三塁（3B） | 三塁（3B） | 遊撃（SS） | 遊撃（SS） | 遊撃（SS） | 遊撃（SS） | 遊撃（SS） | 遊撃（SS） |
| 年 度 | 球 団 | 試 合      | 刺 殺      | 補 殺      | 失 策      | 併 殺      | 守 備 率   | 試 合      | 刺 殺      | 補 殺      | 失 策      | 併 殺      | 守 備 率   | 試 合      | 刺 殺      | 補 殺      | 失 策      | 併 殺      | 守 備 率   | 試 合      | 刺 殺      | 補 殺      | 失 策      | 併 殺      | 守 備 率   |
| ----- | ----- | ---------- | ---------- | ---------- | ---------- | ---------- | ---------- | ---------- | ---------- | ---------- | ---------- | ---------- | ---------- | ---------- | ---------- | ---------- | ---------- | ---------- | ---------- | ---------- | ---------- | ---------- | ---------- | ---------- | ---------- |
| 2019  | OAK   | -          | -          | -          | -          | -          | -          | 20         | 22         | 20         | 0          | 7          | 1.000      | 5          | 4          | 11         | 1          | 1          | .938       | -          | -          | -          | -          | -          | -          |
| 2021  | LAD   | -          | -          | -          | -          | -          | -          | 13         | 6          | 18         | 2          | 4          | .923       | 8          | 2          | 8          | 0          | 0          | 1.000      | -          | -          | -          | -          | -          | -          |
| 2022  | OAK   | 13         | 94         | 4          | 2          | 7          | .980       | 23         | 31         | 36         | 5          | 10         | .931       | 44         | 25         | 75         | 7          | 12         | .935       | 2          | 2          | 6          | 0          | 0          | 1.000      |
| MLB   | MLB   | 13         | 94         | 4          | 2          | 7          | .980       | 56         | 59         | 74         | 7          | 21         | .950       | 57         | 31         | 94         | 8          | 13         | .940       | 2          | 2          | 6          | 0          | 0          | 1.000      |

外野守備
| 年 度 | 球 団 | 左翼（LF） | 左翼（LF） | 左翼（LF） | 左翼（LF） | 左翼（LF） | 左翼（LF） | 右翼（RF） | 右翼（RF） | 右翼（RF） | 右翼（RF） | 右翼（RF） | 右翼（RF） | 外野（OF） | 外野（OF） | 外野（OF） | 外野（OF） | 外野（OF） | 外野（OF） |
| 年 度 | 球 団 | 試 合      | 刺 殺      | 補 殺      | 失 策      | 併 殺      | 守 備 率   | 試 合      | 刺 殺      | 補 殺      | 失 策      | 併 殺      | 守 備 率   | 試 合      | 刺 殺      | 補 殺      | 失 策      | 併 殺      | 守 備 率   |
| ----- | ----- | ---------- | ---------- | ---------- | ---------- | ---------- | ---------- | ---------- | ---------- | ---------- | ---------- | ---------- | ---------- | ---------- | ---------- | ---------- | ---------- | ---------- | ---------- |
| 2021  | LAD   | 4          | 5          | 0          | 0          | 0          | 1.000      | 1          | 0          | 0          | 0          | 0          | ----       | -          | -          | -          | -          | -          | -          |
| 2023  | 阪神  | -          | -          | -          | -          | -          | -          | -          | -          | -          | -          | -          | -          | 125        | 196        | 12         | 6          | 1          | .972       |
| 2024  | 阪神  | -          | -          | -          | -          | -          | -          | -          | -          | -          | -          | -          | -          | 39         | 73         | 1          | 2          | 0          | .974       |
| MLB   | MLB   | 4          | 5          | 0          | 0          | 0          | 1.000      | 1          | 0          | 0          | 0          | 0          | ----       | -          | -          | -          | -          | -          | -          |
| NPB   | NPB   | -          | -          | -          | -          | -          | -          | -          | -          | -          | -          | -          | -          | 164        | 269        | 13         | 8          | 1          | .972       |

投手守備
| 年 度 | 球 団 | 投手（P） | 投手（P） | 投手（P） | 投手（P） | 投手（P） | 投手（P） |
| 年 度 | 球 団 | 試 合     | 刺 殺     | 補 殺     | 失 策     | 併 殺     | 守 備 率  |
| ----- | ----- | --------- | --------- | --------- | --------- | --------- | --------- |
| 2022  | OAK   | 3         | 1         | 0         | 0         | 0         | 1.000     |
| MLB   | MLB   | 3         | 1         | 0         | 0         | 0         | 1.000     |

- 2024年度シーズン終了時
- 各年度の太字はリーグ最高

### 表彰
NPB
- 日本シリーズ優秀選手賞：1回（2023年）

その他
- ブルックス・ウォレス賞（英語版）：1回（2016年）

### 記録

#### NPB
初記録
- 初出場・初先発出場：2023年3月31日、対横浜DeNAベイスターズ1回戦（京セラドーム大阪）、「3番・左翼手」で先発出場[35]
- 初打席：同上、1回裏に石田健大から二飛[36]
- 初安打：同上、5回裏に森原康平から中前安打[36]
- 初打点：2023年4月1日、対横浜DeNAベイスターズ2回戦（京セラドーム大阪）、1回裏にロバート・ガゼルマンから中前適時打[37]
- 初本塁打：2023年4月12日、対読売ジャイアンツ2回戦（東京ドーム）、4回表にヨアンダー・メンデスから左中間ソロ[38]
- 初盗塁：2024年4月7日、対東京ヤクルトスワローズ3回戦（明治神宮野球場）、6回表に二盗（投手：ミゲル・ヤフーレ、捕手：中村悠平）

その他の記録
- オールスターゲーム出場：1回（2023年）

### 背番号
- 64（2019年）
- 56（2021年）
- 26（2022年）
- 7（2023年 - 2024年）

### 登場曲
- 「NARUTO Main Theme」六三四プロジェクト（2023年 - 同年途中）
- 「Flower」Moby（2023年途中 - ）